# Yguale Tsyjon
Yguale Tsyjon (gyyz: እጓለ ጽዮን, zwany również ጓሉ, czyli Gualu, imię tronowe Neuaja Seged, ur. ? - zm. 12 czerwca 1818) – cesarz Etiopii od czerwca 1801 do 12 czerwca 1818. Pochodził z dynastii salomońskiej. Był synem cesarza Ezechiasza.

## Życiorys
Według angielskiego egiptologa, Henry'ego Salta, po burzliwym okresie, gdy tron etiopski znajdował się w posiadaniu wielu, często zmieniających się cesarzy, ras Uelde Syllasje z Tigraj, oraz Gugsa, wódz plemienia Jedżu Oromo, wynieśli do tronu Yguale Tsyjona. Nowy cesarz po koronacji ożenił się z Ualattą Ijasus, siostrą rasa Gugsy, z którą miał piątkę dzieci. Gdy Henry Salt odwiedził rasa Uelde Syllasje  jego pałacu w Chalekot na przełomie 1809 i 1810, brat cesarza - keniazmacz Ijasu był również gościem Gugsy. Autor Królewskiej kroniki Abisynii zapisał, że nowy cesarz na początku swoich rządów, po krótkiej kampanii przeprowadzonej w Uegerze wraz z rasem Gugsą, nigdy więcej już nie opuścił Gonderu. Od 1803 rządy Ygualu Tsyjona zaznaczone były nieustannymi wojnami domowymi. Głównymi stronami konfliktu byli rasowie - Gugsa, Zeude i Uelde Syllasje. Ponadto cesarz aż dwukrotnie w latach 1804 i 1808 atakowany był w Gonderze przez balambarasa Asserata, wspieranego przez armie Oromo, mieszkające na południe od rzeki Abay. Po śmierci abuny Yosaba III w 1803, Gugsa splądrował własności episkopatu duchowieństwa etiopskiego, ale ras Zeude zmusił go do oddania części, skradzionej przez ludzi Gugsy. Kilka lat później Zeude próbował zdetronizować Yguale Tsyjona, próbując go zastąpić byłym cesarzem Tekle Gijorgisem, ale 24 lutego 1809 po przybyciu Gugsy na miejsce, armia Zeude odmówiła walki, a on sam uciekł. Yguale Tsyjon zmarł 12 czerwca 1818 roku. Następnym cesarzem został Joas II.

## Relacje ze źródeł
Henry Salt zanotował, że cesarz Yguale Tsyjon mieszkał 

...zaniedbały w Gonderze, z bardzo małym orszakiem służących, a jego dochód w żaden sposób nie był adekwatny do jego godności. Nie posiadał żadnych bogactw, władzy, ani wpływu w państwie. Członek rodziny królewskiej może być uznawany na jakiś czas, niemal całkowicie "przebywając w cieniu".

Nathaniel Pearce stwierdził po śmierci cesarza, że on zawsze był chorowity i o słabej kondycji fizycznej. Kronika królewska Abisynii zanotowała z kolei: 

Nic nie działo się w domostwach, ponieważ nic nie było robione ani dobrze, ani źle. Nie następowały nominacje, ani degradacje, bo istniała władza większa niż negusa [chodzi tu oczywiście o cesarza], skupiona w rękach [wodza] Galla, zwanego dedżazmacz Gugsa.

## Fundacje
Yguale Tsyjon wybudował Kościół Debre Byrhan Syllasje, znany z imponującej kolekcji malowideł. O jego patronacie nad kościołem świadczą liczne obrazy przedstawiające jego wizerunek.